# اولانا ساپران
اولانا نادیا ساپران (اوکراینی: Уляна Надія Супрун، آوانگاری: Ulyana Nadiya Suprun؛ زادهٔ ۳۰ ژانویهٔ ۱۹۶۳) سیاست‌مدار، پزشک و بشردوست اوکراینی-آمریکایی است که تا سال ۲۰۱۹ وزیر بهداشت بود. او بنیانگذار سازمان غیردولتی Patriot Defence است که به توسعه مراقبت‌های پزشکی تاکتیکی و اورژانسی در اوکراین اختصاص دارد.